# ジェームズ・ホイットモア
ジェームズ・アレン・ホイットモア（James Allen Whitmore 1921年10月1日 - 2009年2月6日）は、アメリカ合衆国の俳優。

## 来歴
ニューヨーク州ホワイト・プレインズ出身。チョート・ローズマリー・ホールを経てイェール大学に入学、第二次世界大戦中は海兵隊に志願した。
1948年にブロードウェイの舞台『コマンド・ディシジョン』でトニー賞を受賞。1949年、『戦場』でゴールデングローブ賞 助演男優賞を受賞した。1975年には映画『Give‘em Hell, Harry!』でハリー・S・トルーマン大統領を演じ、アカデミー主演男優賞とゴールデングローブ賞 主演男優賞にノミネートされる。映画・テレビドラマで主にいぶし銀として活躍した。ほかに、『猿の惑星』、『ショーシャンクの空に』が有名。息子のジェームズ・ホイットモア・Jrも俳優になった。
2009年2月6日、肺癌のため、カリフォルニア州マリブの自宅で死去。87歳。

## 主な出演作品

### 映画
- 戦場 Battleground (1949)
- アスファルト・ジャングル The Asphalt Jungle (1950)
- ミズーリ横断 Across the Wide Missouri (1951) クレジットなし
- 決戦攻撃命令 Above and Beyond (1952)
- 兄弟はみな勇敢だった All the Brothers Were Valiant (1953)
- キス・ミー・ケイト Kiss Me Kate (1953)
- 放射能X Them! (1954)
- コマンド The Command (1954)
- 愛欲と戦場 Battle Cry (1955)
- マッコーネル物語 The McConnell Story (1955)
- オクラホマ! Oklahoma! (1955)
- シャロン砦 The Last Frontier (1955)
- 愛情物語 The Eddy Duchin Story (1956)
- 暴力の季節 Crime in the Streets (1956)
- 奥様ごめんなさい Who Was That Lady? (1959)
- 砦のガンベルト Chuka (1967)
- 荒野の隠し井戸 Waterhole #3 (1967)
- 刑事マディガン Madigan (1968)
- 猿の惑星 Planet of the Apes (1968)
- 汚れた七人 The Split (1968)
- 新・荒野の七人/馬上の決闘 Guns of Magnificent Seven (1969)
- トラ・トラ・トラ! Tora! Tora! Tora! (1970)
- チャトズ・ランド Chato's Land (1972)
- 死神の骨をしゃぶれ High Crime (1973) イタリア映画
- 青い接触 The Harrad Experiment (1973) 劇場未公開
- 虹をわたる風船 Il venditore di palloncini (1976) イタリア映画
- 蛇の卵 The Serpent's Egg (1977) 劇場未公開
- 第一の大罪 The First Deadly Sin (1980) 劇場未公開
- ナッツ Nuts (1987)
- ショーシャンクの空に The Shawshank Redemption (1995)
- レリック The Relic (1997)
- 揺れる評決 Swing Vote (1999) テレビ映画
- マジェスティック The Majestic (2001)
- イルカがいた夏 A Ring of Endless Light (2002) テレビ映画

### テレビドラマ
- ディズニーランド Disneyland (1964)
- バークレー牧場 The Big Valley (1966 - 1968) ゲスト出演
- バージニアン The Virginian (1966 - 1970) ゲスト出演
- ザ・プラクティス ボストン弁護士ファイル The Practice (1997 - 1999) ゲスト出演
- CSI:科学捜査班 CSI: Crime Scene Investigation (2007) ゲスト出演